# إتش إم إس غرامبوس
إتش إم إس غرامبوس (بالإنجليزية: HMS Grampus) هي سفينة تابعة لـالبحرية الملكية البريطانية تم إطلاقها في عام 1802. كانت جزءًا من فئة سفن الشحن المسلحة التي استخدمتها البحرية خلال الحروب النابليونية، وشاركت في مهام نقل وإمداد ودوريات بحرية.

## الخدمة
بُنيت السفينة في بلدة ديو بمقاطعة كنت، وكانت مخصصة في البداية للخدمة كسفينة دعم ومساندة، لكنها استخدمت أحيانًا في مهام دفاعية نظرًا لتسليحها.

## المصير
في عام 1816، أثناء رحلتها في المحيط الأطلسي، غرقت السفينة وتم تسجيلها كخسارة بحرية. لم تُسجّل تفاصيل دقيقة حول أسباب الغرق، لكن بعض التقارير تشير إلى أنها كانت محملة بأكثر من طاقتها خلال إحدى المهام.